# Бонван Велореј
Бонван Велореј (фр. Bonnevent-Velloreille) насеље је и општина у источној Француској у региону Франш-Конте, у департману Горња Саона која припада префектури Везул.
По подацима из 2011. године у општини је живело 343 становника, а густина насељености је износила 64,47 становника/km². Општина се простире на површини од 5,32 km². Налази се на средњој надморској висини од 310 метара (максималној 355 m, а минималној 230 m).

## Демографија
| 1962. | 1968. | 1975. | 1982. | 1990. | 1999. | 2011. |
| ----- | ----- | ----- | ----- | ----- | ----- | ----- |
| 160   | 173   | 177   | 201   | 250   | 287   | 343   |

График промене броја становника у току последњих година